# Sophie Hitchon
Sophie Hitchon (ur. 11 lipca 1991) – brytyjska lekkoatletka specjalizująca się w rzucie młotem.
Międzynarodową karierę zaczynała od startu w mistrzostwach świata juniorów młodszych w roku 2007. W kolejnym sezonie zajęła 7. miejsce w mistrzostwach świata juniorów, a w 2009 zdobyła brąz juniorskiego czempionatu Starego Kontynentu. W lipcu 2010 została w Moncton mistrzynią świata juniorów. W 2013 zdobyła złoty medal na mistrzostwach Europy do lat 23 w Tampere. Brązowa medalistka igrzysk Wspólnoty Narodów (2014). W 2015 zajęła 4. miejsce na mistrzostwach świata w Pekinie. Czwarta zawodniczka mistrzostw Europy oraz brązowa medalistka olimpijska z Rio de Janeiro (2016). Rok później zajęła siódme miejsce podczas rozgrywanych w Londynie mistrzostwach świata.
Zdobywała medale mistrzostw kraju w różnych kategoriach wiekowych oraz startowała w zimowym pucharze Europy w rzutach. Kilkunastokrotna rekordzistka Wielkiej Brytanii.

## Osiągnięcia
| Rok  | Impreza                                 | Miejsce               | Lokata            | Wynik | Reprezentacja |
| ---- | --------------------------------------- | --------------------- | ----------------- | ----- | ------------- |
| 2007 | Mistrzostwa świata juniorów młodszych   | Ostrawa               | el. – 17. miejsce | 50,28 | GBR           |
| 2008 | Mistrzostwa świata juniorów             | Bydgoszcz             | 7. miejsce        | 58,45 | GBR           |
| 2009 | Mistrzostwa Europy juniorów             | Nowy Sad              | 3. miejsce        | 63,18 | GBR           |
| 2010 | Mistrzostwa świata juniorów             | Moncton               | 1. miejsce        | 66,01 | GBR           |
| 2011 | Zimowy puchar Europy w rzutach          | Sofia                 | 2. miejsce        | 64,16 | GBR           |
| 2011 | Młodzieżowe mistrzostwa Europy          | Ostrawa               | 3. miejsce        | 69,59 | GBR           |
| 2012 | Igrzyska olimpijskie                    | Londyn                | 8. miejsce        | 69,33 | GBR           |
| 2013 | Zimowy puchar Europy w rzutach          | Castellón de la Plana | 9. miejsce        | 66,69 | GBR           |
| 2013 | Superliga drużynowych mistrzostw Europy | Gateshead             | 3. miejsce        | 72,97 | GBR           |
| 2013 | Młodzieżowe mistrzostwa Europy          | Tampere               | 1. miejsce        | 70,72 | GBR           |
| 2013 | Mistrzostwa świata                      | Moskwa                | el. – 19. miejsce | 68,56 | GBR           |
| 2014 | Igrzyska Wspólnoty Narodów              | Glasgow               | 3. miejsce        | 68,72 | ENG           |
| 2014 | Mistrzostwa Europy                      | Zurych                | el. – 19. miejsce | 62,93 | GBR           |
| 2015 | Superliga drużynowych mistrzostw Europy | Czeboksary            | 5. miejsce        | 71,89 | GBR           |
| 2015 | Mistrzostwa świata                      | Pekin                 | 4. miejsce        | 73,86 | GBR           |
| 2016 | Mistrzostwa Europy                      | Amsterdam             | 4. miejsce        | 71,74 | GBR           |
| 2016 | Igrzyska olimpijskie                    | Rio de Janeiro        | 3. miejsce        | 74,54 | GBR           |
| 2017 | Superliga drużynowych mistrzostw Europy | Lille                 | 5. miejsce        | 69,30 | GBR           |
| 2017 | Mistrzostwa świata                      | Londyn                | 7. miejsce        | 72,32 | GBR           |
| 2018 | Mistrzostwa Europy                      | Berlin                | 8. miejsce        | 70,52 | GBR           |

## Rekordy życiowe
- Rzut młotem – 74,54 (2016) rekord Wielkiej Brytanii